# Pan Samochodzik i złota rękawica
| Kolor         | Nazwa                         |
| ------------- | ----------------------------- |
|               | Jeziorak                      |
|               | Mały Jeziorak                 |
|               | Jezioro Płaskie               |
|               | Zatoka Widłągi                |
| _._._._._._._ | Granice administracyjne Iławy |

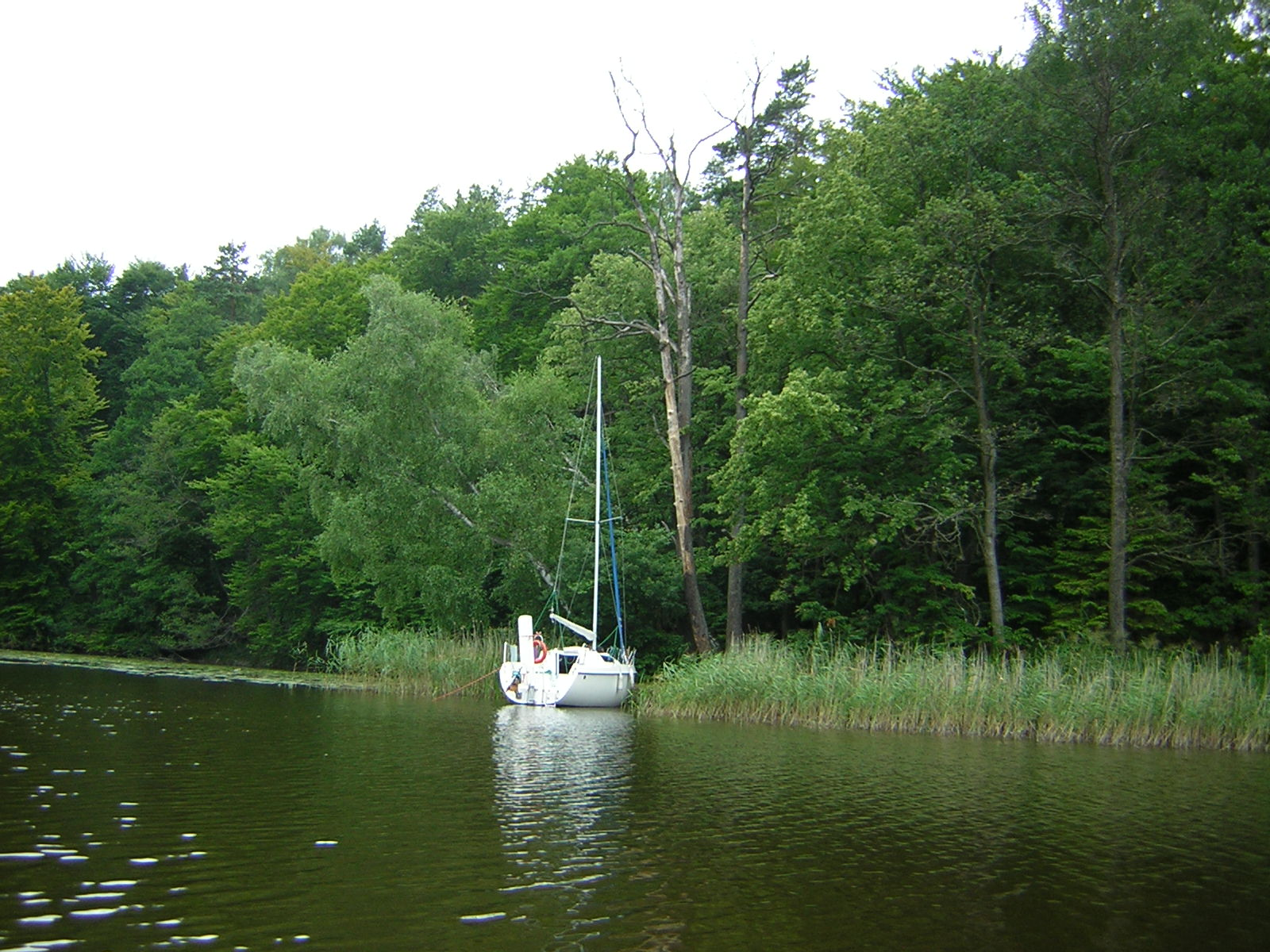
Żaglówka przy brzegu Jezioraka

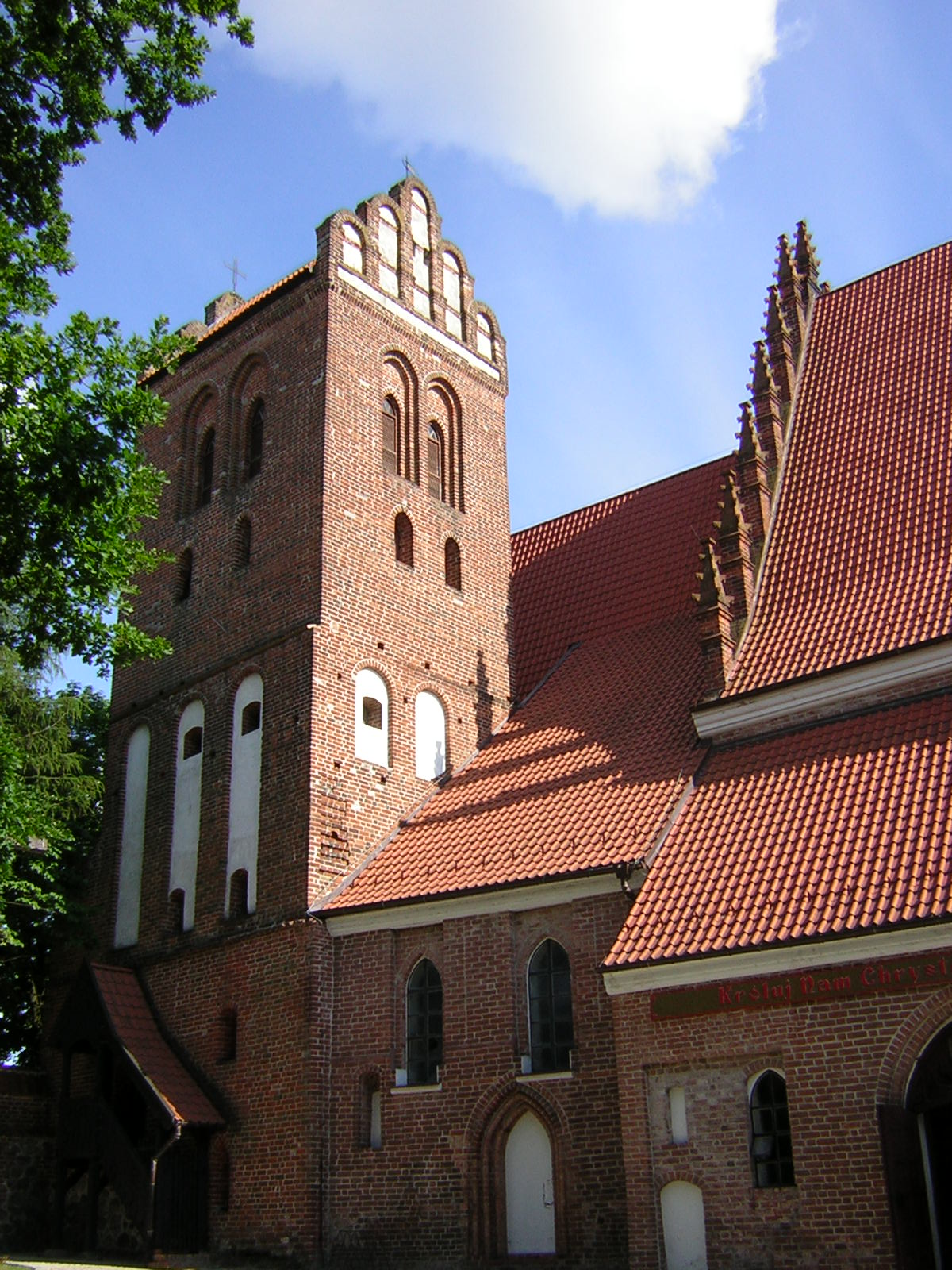
Kościół Przemienienia Pańskiego w Iławie

Pan Samochodzik i złota rękawica – powieść dla młodzieży autorstwa Zbigniewa Nienackiego, opublikowana jako książka w 1979, a wcześniej w odcinkach na łamach czasopisma Świat Młodych. Powieść wchodzi w skład cyklu Pan Samochodzik, opisującego przygody historyka sztuki–detektywa noszącego to przezwisko.

## Fabuła
Akcja powieści rozpoczyna się w czerwcu 1975 roku w Iławie. Pan Samochodzik, czekając na załogę opala się na swoim jachcie o nazwie „Krasula”. Wtedy właśnie pojawia się tajemnicza dziewczyna, która przedstawia się jako Bajeczka. Podczas pobytu na jachcie, dziewczyna „wyciąga” od zauroczonego żeglarza cel podróży, a następnie wczesnym rankiem wymyka się z „Krasuli”. Zostawia skórzaną rękawicę, pomalowaną na kolor złoty. Dalsze losy bohaterów rozgrywają się na wodach jeziora Jeziorak oraz w okolicznych miejscowościach.

## Postacie
Wśród bohaterów powieści pojawia się znany aktor Roger Moore, kręcący nowy odcinek Świętego i zwany najczęściej Simonem Templarem. Wraz z kolejnymi wydarzeniami autor utożsamia osobę aktora z odgrywaną przez niego postacią. Pomysł na wprowadzenie tej postaci pochodzi od czytelników. Oczywiście to anachronizm, albowiem Święty był kręcony tylko do 1969 roku, a w latach 70. Moore grał już w Partnerach i Jamesa Bonda. W latach 1978–1979 kręcono natomiast serial Powrót Świętego, z Ianem Ogilvy – między 1979 a 1981 był emitowany w polskiej telewizji. W obecnym „czarnym” wydaniu, Templar jest pisany niepoprawnie (?) „Templer”.
Postać pisarza „Billa Arizony” to aluzja do Joe Alexa, pseudonimu którego Maciej Słomczyński używał do sygnowania swych kryminałów. Nienacki pisze A więc to był ów słynny autor powieści kryminalnych ukrywający się pod zagranicznym pseudonimem.

## Ekranizacja
W 1991 roku reżyser Janusz Kidawa nakręcił film pod tytułem Latające machiny kontra Pan Samochodzik, w którego scenariuszu wykorzystał niektóre motywy powieści, przenosząc przy tym akcję z Pojezierza Iławskiego w Beskid Mały. W filmie nie pojawia się Simon Templar. Zostały także pominięte główne wątki powieści: podróż śladami nieznanego mazurskiego poety ludowego, opisującego w jednym z wierszy złotą rękawicę na ręce pokonanego niemieckiego rycerza, oraz poszukiwania grobu rycerza ze złotą rękawicą.

## Zmiany tekstu w kolejnych wydaniach
Nienacki w kolejnych wydaniach powieści dokonywał drobnych zmian redakcyjnych i merytorycznych tekstu. W wydawanej od 1993 r. przez Wydawnictwo Warmia tzw. „czarnej serii” książek o Panu Samochodziku – za zgodą autora lub jego spadkobierców – dokonano „uwspółcześnienia akcji” (o około 20 lat naprzód), sprowadzającego się do wielu poprawek ideologicznych oraz geograficznych (nazwy instytucji, firm czy państw itp.).
W Złotej Rękawicy,  Dziennik Telewizyjny został przemianowany na Wiadomości, bo nazwa ta współczesnym nastolatkom może się bardziej kojarzyć z niedzielnym programem satyrycznym Jacka Fedorowicza. Jednakże Kojak się ostał jako serial po dzienniku.

## Wydania
- 0 – w odcinkach na łamach czasopisma Świat Młodych
- I – Wydawnictwo „Nasza Księgarnia”, Warszawa 1979 (w serii: Klub Siedmiu Przygód)
- Wydawnictwo Nasza Księgarnia, Warszawa 1981, 321 ss.
- Wydawnictwo Pojezierze, Olsztyn 1986
- II – Klub Świat Książki, Warszawa 2001
- III – Wydawnictwo Literatura, 2008
- IV – Siedmioróg, Wrocław 2010
- Wydawnictwo Edipresse-Kolekcje SA, Warszawa 2015 (w serii: Klub Książki Przygodowej tom 11; ISBN 978-83-7989-757-5)